# حملة جزر سليمان

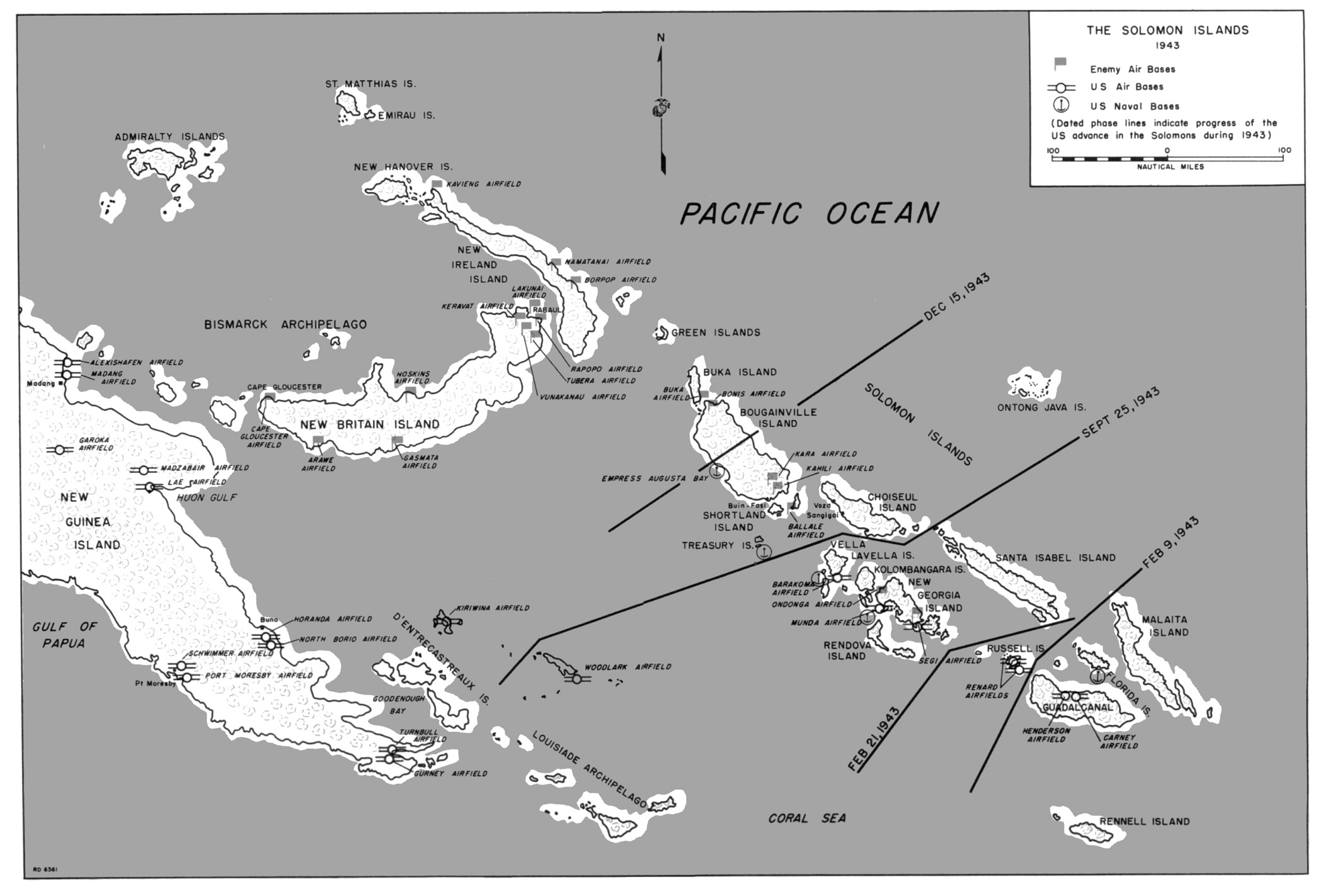
جزر سليمان

كانت حملة جزر سليمان حملة كبرى من حرب المحيط الهادئ في الحرب العالمية الثانية. بدأت الحملة بإنزالات يابانية واحتلالٍ لعدة مناطق من جزر سليمان البريطانية وجزيرة بوغانفيل، في إقليم غينيا الجديدة، خلال الأشهر الستة الأولى من عام 1942. احتل اليابانيون هذه المواقع، وبدأوا ببناء العديد من القواعد البحرية والجوية بهدف حماية جناح الهجوم الياباني في غينيا الجديدة وإنشاء حاجز أمني للقاعدة اليابانية الرئيسية في رابول على جزيرة بريطانيا الجديدة وتوفير قواعد لاعتراض خطوط الإمداد بين الحلفاء الأمريكيين والأستراليين والنيوزيلنديين.
دعم الحلفاء، من أجل الدفاع عن اتصالاتهم وخطوط إمدادهم في جنوب المحيط الهادئ، هجومًا مضادًا في غينيا الجديدة، وعزلوا القاعدة اليابانية في رابول، وهاجموا اليابانيين في جزر سليمان من خلال عمليات إنزال في غوادالكانال والجزر المجاورة الصغيرة في 7 أغسطس 1942. أسفرت عمليات الإنزال هذه عن سلسلة معارك بالأسلحة المشتركة بين الخصمين، بدءًا من إنزال غوادالكانال واستمرارًا بعدة معارك في جزر سليمان الشمالية والوسطى وعلى جزيرة نيو جورجيا وحولها وجزيرة بوغانفيل.
في حملة استنزاف دارت على البر وفي البحر والجو، أرهق الحلفاء اليابانيين، مما تسبب في خسائر لا تعوض في الإمكانات العسكرية اليابانية. استعاد الحلفاء بعضًا من جزر سليمان (على الرغم من استمرار المقاومة حتى نهاية الحرب)، عزلوا أيضًا بعض المواقع اليابانية وحيّدوها ثم تجاهلوها. تلاقت حملة جزر سليمان بعد ذلك مع حملة غينيا الجديدة.

## خلفية تاريخية

### خلفية إستراتيجية
في 7 ديسمبر 1941، وبعد الفشل في تسوية الخلاف مع الولايات المتحدة حول أفعال اليابان في الصين والهند الصينية الفرنسية، هاجم اليابانيون أسطول الولايات المتحدة في المحيط الهادئ في بيرل هاربر، هاواي. شلّ الهجوم المباغت معظم البوارج التابعة للأسطول الأمريكي في المحيط الهادئ وأشعل حربًا بين البلدين. أدت الهجمات على مستعمرات الإمبراطورية البريطانية في المحيط الهادئ، بدءًا من الهجوم على هونغ كونغ في وقت متزامن تقريبًا مع هجوم بيرل هاربر، إلى دخول المملكة المتحدة وأستراليا ونيوزيلندا في الصراع. سعى اليابانيون إلى تحييد القوات البحرية الأمريكية والملكية، والاستيلاء على المستعمرات الغنية بالموارد الطبيعية، والحصول على قواعد عسكرية إستراتيجية للدفاع عن إمبراطوريتهم النائية. حسب تعبير الأمر السري رقم واحد الخاص بالأسطول المشترك للبحرية اليابانية الصادر بتاريخ 1 نوفمبر 1941، فقد كانت أهداف الحملات اليابانية الأولية في الحرب الوشيكة «[طرد] القوة البريطانية والأمريكية من جزر الهند الهولندية والفلبين، [و] إرساء سياسة مستقلة ذات اكتفاء ذاتي واستقلال اقتصادي».
حققت إمبراطورية اليابان أهدافها الاستراتيجية المبدئية في الأشهر الستة الأولى من الحرب، واستولت على هونغ كونغ والفلبين وتايلاند ومالايا وسنغافورة وجزر الهند الشرقية الهولندية وجزيرة ويك وبريطانيا الجديدة وجزر غيلبرت الشمالية وغوام. كان الهدف الياباني إنشاءَ محيط دفاعي فعال من الهند البريطانية في الغرب، عبر جزر الهند الشرقية الهولندية في الجنوب، وإلى قواعدٍ على الجزر في جنوب المحيط الهادئ ووسطه لتكون خط دفاعها الجنوبي الشرقي. بتركيز مواقعها الدفاعية في جنوب المحيط الهادئ، كانت رابول في بريطانيا الجديدة القاعدة العسكرية والبحرية اليابانية الرئيسية، والتي جرى الاستيلاء عليها من الأستراليين في يناير 1942. في مارس وأبريل، احتلت القوات اليابانية بوكا وبدأت ببناء مطار عليها في شمال بوغانفيل، إلى جانب قاعدة جوية وبحرية في بوين، جنوب بوغانفيل.

### التقدم الياباني في جزر سليمان
في أبريل 1942، بدأ الجيش الياباني والبحرية بتنفيذ العملية مو، وهي خطة مشتركة للاستيلاء على بورت مورسبي في غينيا الجديدة. وكجزء من الخطة أيضًا كانت هناك عملية خاصة بالبحرية للاستيلاء على تولاغي في جزر سليمان الجنوبية. كان الهدف من العملية توسيع اليابانيين لمحيطهم الجنوبي وإقامة قواعد لدعم عمليات تقدم مستقبلية محتملة للاستيلاء على ناورو وجزيرة المحيط وكاليدونيا الجديدة وفيجي وساموا وبالتالي قطع خطوط الإمداد بين أستراليا والولايات المتحدة، بهدف التضييق على أستراليا أو إقصائها باعتبار أنها تشكل تهديدًا على المواقع اليابانية في جنوب المحيط الهادئ. اقترحت البحرية اليابانية أيضًا غزوًا مستقبليًا على أستراليا، لكن الجيش رد بأنه يفتقر حاليًا إلى القوات الكافية لدعم هكذا عملية.
استولت القوات البحرية اليابانية على تولاغي لكن غزوها لبورت مورسبي صُد في معركة بحر المرجان. بعد ذلك بوقت قصير، أنشأت البحرية اليابانية حاميات صغيرة في جزر سليمان الشمالية والوسطى الأخرى. بعد شهر واحد، فقد الأسطول الياباني المشترك أربع حاملات للطائرات من أسطوله في معركة ميدواي.
تصدى الحلفاء للتهديدات التي تعرضت لها أستراليا من خلال حشد القوات والطائرات، بهدف تنفيذ خططٍ للاقتراب من الفلبين وإعادة احتلالها. في مارس 1942، دعا الأدميرال إرنست كينغ، القائد الأعلى للأسطول الأمريكي آنذاك، إلى تنفيذ هجوم من هيبريدس الجديدة عبر جزر سليمان إلى أرخبيل بسمارك. بعد الانتصار في ميدواي، اقترح الجنرال دوغلاس ماكارثر، الذي تولى قيادة منطقة جنوب غرب المحيط الهادئ، هجومًا خاطفًا لاستعادة رابول، التي كان اليابانيون يحصنونها ويستخدمونها قاعدةً للعمليات. دعت البحرية الأمريكية إلى اتباع نهج أكثر تدرج، من غينيا الجديدة وحتى الوصول إلى سلسلة جزر سليمان. حُسمت هذه المقترحات المتنافسة من قِبل الأدميرال كينغ ورئيس أركان الجيش الأمريكي، الجنرال جورج سي مارشال، اللذين تبنيا خطة من ثلاث مهام. كانت المهمة الأولى الاستيلاء على جزيرة تولاغي في جزر سليمان. كانت المهمة الثانية التقدم على طول ساحل غينيا الجديدة. كانت المهمة الثالثة الاستيلاء على رابول. أصبحت المهمة الأولى - والمنفذة بتوجيه صادر عن هيئة الأركان المشتركة في 2 يوليو 1942 التي لقبت الهجمات الأولية بعملية برج المراقبة - حملة جزر سليمان.

## مسار الحملة
في 7 أغسطس 1942، نزلت مشاة البحرية الأمريكية على غوادالكانال، بادئةً حملة غوادالكانال. وضع الحلفاء تشكيلًا جويًا مشتركًا، تحت اسم قوة كاكتوس الجوية، فارضينَ تفوقًا جويًا خلال ساعات النهار. لجأ اليابانيون حينها إلى مهام إعادة الإمداد الليلية التي أطلقوا عليها اسم «تنقل الجرذان» (وأطلق عليها الحلفاء اسم «طوكيو إكسبريس») عبر مضيق نيو جورجيا (المعروف أيضًا باسم «الشق»). دارت العديد من المعارك الضارية في محاولة لمنع وصول الإمدادات اليابانية. فقدَ كلا الجانبين العديد من السفن خلال حملة غوادالكانال حتى أن الطرف الجنوبي من مضيق نيو جورجيا - وهو المنطقة الواقعة شمال غوادالكانال والتي كانت تُدعى سابقًا بمضيق سافو - أصبح يُعرف باسم «مضيق القاع الحديدي».
منع نجاح الحلفاء في حملة جزر سليمان اليابانيين من فصل أستراليا ونيوزيلندا عن الولايات المتحدة. أُطلقت العملية كارتويل - الاستراتيجية الكبرى للحلفاء الخاصة بحملتي جزر سليمان وغينيا الجديدة - في 30 يونيو 1943، وعزلت رابول وحيّدتها وسحقت جزءًا كبيرًا من التفوق البحري والجوي الياباني. وبهذا فُتح الطريق أمام قوات الحلفاء لاستعادة الفلبين وعزل اليابان عن مناطق مواردها الهامة في جزر الهند الشرقية الهولندية.
أفضت حملة جزر سليمان عن قتال مرير في حملة بوغانفيل، والتي استمرت حتى نهاية الحرب.